# Église Mère de l'Ascension (San Sebastián de La Gomera)
La Paroisse Mère de Notre Dame de l'Ascension est l'église principale de la ville de San Sebastián de la Gomera, capitale de l'île de La Gomera (Îles Canaries, Espagne) et église mère de toute l'île.

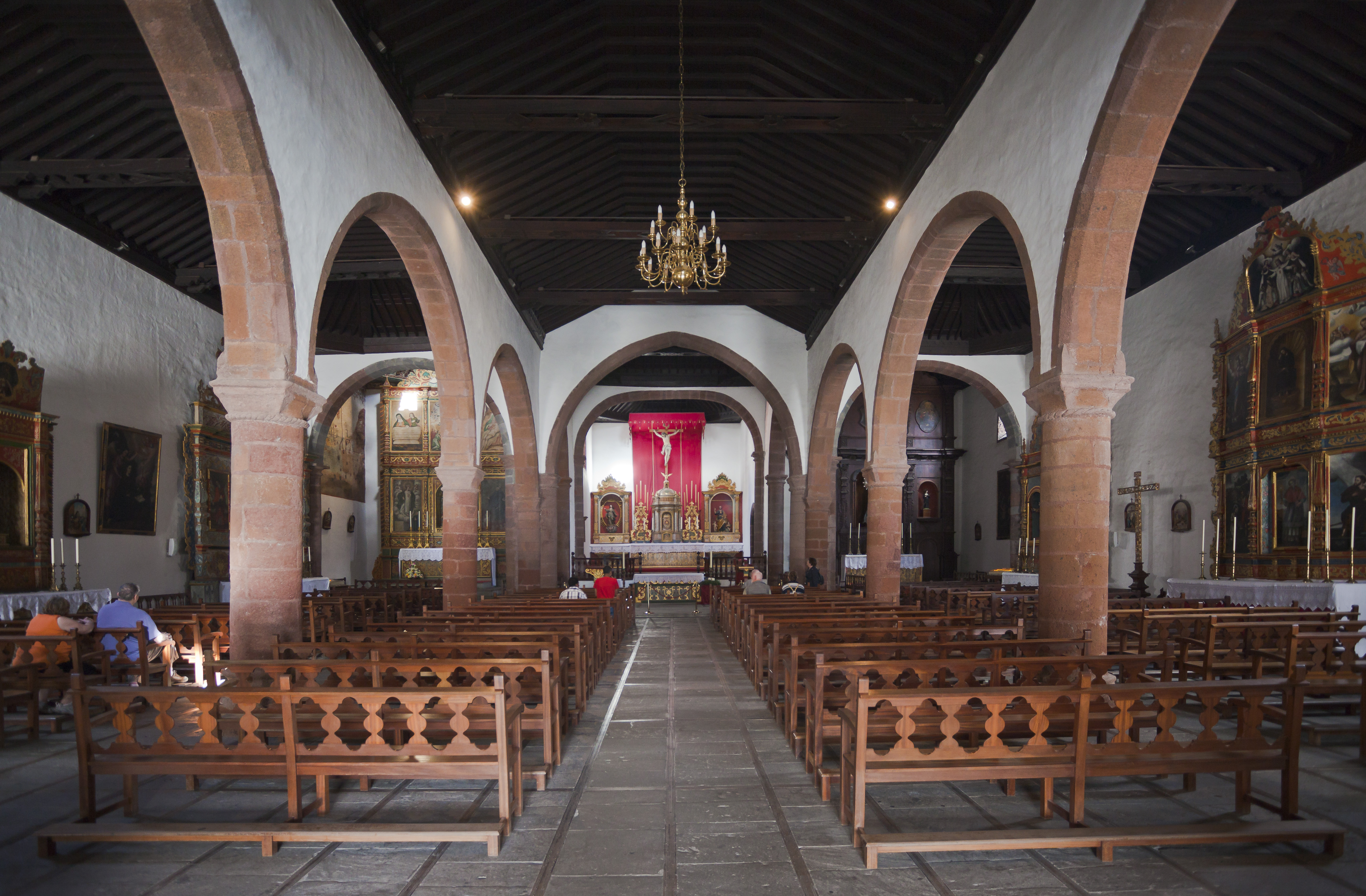
Vue intérieure de l'église.

L'actuelle église mêle en harmonie les styles mudéjar, gothique et baroque. Sa façade a un corps central pour l'entrée principale en toba rouge et deux portes latérales en pierre blanche. La grande réforme dont a souffert le bâtiment est dans la deuxième moitié du XVIIIè siècle lorsqu'a été bâtie la Chapelle du Pilar, qui représente le triomphe des Gomeros sur les envahisseurs, la fresque du mur soulignant la tentative d'invasion par part de l'amiral anglais Charles Windhan en 1743.
Tous les cinq ans l'Église de l'Ascension accueille l'image de la Vierge de la Guadeloupe (patronne de La Gomera).